# Bracon parvulus
Bracon parvulus är en stekelart som först beskrevs av Wesmael 1838.  Bracon parvulus ingår i släktet Bracon och familjen bracksteklar. Arten är reproducerande i Sverige. Inga underarter finns listade.